# Aitor Mazo
Aitor Mazo Etxaniz (Bilbao, Vizcaya, 28 de julio de 1961 - ibidem, 7 de mayo de 2015) fue un actor español.

## Biografía
Aitor Mazo alcanzó popularidad en los años noventa gracias a su faceta televisiva y a sus frecuentes apariciones cinematográficas, generalmente como actor secundario, muchas veces en películas de nuevos realizadores vascos. Trabajó a las órdenes de algunos de los directores de cine españoles más importantes, como Manuel Gutiérrez Aragón, Julio Médem, Emilio Martínez Lázaro o Álex de la Iglesia. Su primer papel en el cine fue A los cuatro vientos (1987), de José Antonio Zorrilla.
Mazo estaba muy ligado a los escenarios; fue creador junto a Lander Iglesias y Patxo Telleria de la compañía Txirene, con la que representó Torito Bravo y Birus, además de colaborar con la compañía de teatro Maskarada.
También participó en numerosas series de televisión, destacando sus papeles en Querido maestro (1997), dirigida por Julio Sánchez Valdés, o Manolito Gafotas (2004), junto a Adriana Ozores y a las órdenes de Antonio Mercero. Asimismo intervino en la primera temporada de Amar es para siempre (continuación de Amar en tiempos revueltos) y en la serie Chiringuito de Pepe.
Falleció el 7 de mayo de 2015, en su domicilio, a la edad de 53 años, debido a una insuficiencia coronaria.

## Filmografía

### Televisión
- Olé tus vídeos, como presentador (1991-1992)
- Los ladrones van a la oficina, personaje episódico (1993)
- Habitación 503, un episodio: Amores en otra galaxia (1995)
- Mar de dudas, un episodio (1995)
- Este es mi barrio, personaje episódico (1996)
- Médico de familia, un episodio: Treinta son multitud (1996)
- La banda de Pérez, un episodio: Todo vale (1997)
- Querido maestro, como Salva (1997-1998)
- Compañeros, como Raúl (1998)
- Petra Delicado, como Eduardo Barrientos (1999)
- El comisario, como Ernesto; un episodio: En el límite (2000)
- Papá, como Jordi (2001)
- Policías, en el corazón de la calle, como Álex (2001-2002)
- Clara, reparto. TV movie (2002)
- Una nueva vida, como Méndez (2003)
- El comisario, como el inspector Villalba (2003,2005,2006,2007)
- Hospital Central, como Vicente; un episodio: Hijos difíciles (2004)
- Manolito Gafotas, como Manolo García (2004)
- Motivos personales, como Villarroel (2005)
- Ellas y el sexo débil, personaje episódico (2006)
- Películas para no dormir, como Bubba; un episodio: Adivina quién soy. Dir. Enrique Urbizu (2006)
- Manolo & Benito Corporeision, papel episódico (2007)
- Cuéntame cómo pasó, un episodio: El arte de desabrochar sujetadores (2007)
- Círculo rojo, como Luis Santamaría (2007)
- La familia Mata, como César (2008)
- 23-F: Historia de una traición, como el coronel Mendoza. Miniserie (2009)
- Acusados, como Ricardo Díaz (2009-2010)
- Vuelo IL 8714, reparto. Miniserie (2010)
- Sabin, reparto. TV movie (2011)
- Piratas, como el capitán Bocanegra (2011)
- Lluna plena, como el tío de Belén. Telefilm (2012)
- Gernika bajo las bombas, como el padre de Amaia. Miniserie (2012)
- La memoria del agua, como Ernesto Montemayor. Miniserie (2012)
- Amar es para siempre, como Eusebio Jiménez de Baños (2013)
- Chiringuito de Pepe, como Mochales (2014)
- El ministerio del tiempo, como fiscal inquisidor; un episodio: Una negociación a tiempo (2015)

### Largometrajes
- A los cuatro vientos, reparto. Dir. José A. Zorrilla (1987)
- Vacas, como un soldado. Dir. Julio Médem (1992)
- La reina anónima, reparto. Dir. Gonzalo Suárez (1992)
- Todos a la cárcel, como Azuara. Dir. Luis García Berlanga (1993)
- Maite, como Tasio. Dir. Eneko Olasagasti y Carlos Zabala (1994)
- Sálvate si puedes, como un periodista. Dir. Joaquín Trincado (1995)
- Cachito, como Porky. Dir. Enrique Urbizu (1996)
- La fabulosa historia de Diego Marín, como el marqués de la Florida. Dir. Fidel Cordero (1996)
- Animia de cariño, como Ron. Dir. Carmelo Espinosa (1996)
- Sólo se muere dos veces, reparto. Dir. Esteban Ibarretxe (1997)
- Airbag, como Pintinho. Dir. Juanma Bajo Ulloa (1997)
- Inferno, Como Simón. Dir. Joaquim Leitão (1999)
- Carretera y manta, como el marido de la ranchera. Dir. Alfonso Arandia (2000
- La comunidad, como Paco Bombero. Dir. Álex de la Iglesia (2000)
- La voz de su amo, como Benito. Dir. Emilio Martínez Lázaro (2001)
- Tuno negro, como el profesor de patología. Dir. Pedro L. Barbero y Vicente J. Martín (2001)
- Visionarios, como Elexpuru. Dir. Manuel Gutiérrez Aragón (2001)
- El diablo enamorado, reparto. Dir. César Sabalia (2002)
- El deseo de ser piel roja, como Rodolfo. Dir. Alfonso Ungría (2002)
- A mi madre le gustan las mujeres, como Ernesto. Dir. Daniela Féjerman e Inés París (2002)
- Lisístrata, como el general Termos. Dir. Francesc Bellmunt (2002)
- El robo más grande jamás contado, como un agente. Dir. Daniel Monzón (2002)
- Cosa de brujas, como Boni. Dir. José Miguel Juárez (2003)
- El furgón, como Boris. Dir. Benito Rabal (2003)
- El Lobo, reparto. Dir. Miguel Courtois (2004)
- Los nombres de Alicia, como José Antonio. Dir. Pilar Ruiz Gutiérrez (2005)
- Siete minutos, como el maestro de orquesta. Dir. Daniela Féjerman (2009)
- La máquina de pintar nubes, como Andrés. Dir. Patxo Tellería y él mismo (2009)
- 23-F: la película, como Ricardo Pardo Zancada. Dir. Chema de la Peña (2011)
- Valeria descalza, como Raúl. Dir. Ernesto Del Río (2011)
- Bypass, como Santi. Dir. Patxo Tellería y él mismo (2012)
- 15 años y un día, como Garmendia. Dir. Gracia Querejeta (2013)
- Ocho apellidos vascos, como el padre Inaxio. Dir. Emilio Martínez Lázaro (2014)
- Lasa y Zabala, como un juez. Dir. Pablo Malo (2014)

### Cortometrajes
- El hombre ubicuo, como jefe detectives Harrelson. Dir. Eduardo Bajo Ulloa (2001)
- El diablo enamorado, como el diablo. Dir. César Sabalia (2002)
- Malas vibraciones. Dir. David Pérez Sañudo y Flavia Santos (2014)
- Artificial. Dir. David Pérez Sañudo (2015)

### Teatro
- La espada de Pendragón
- Peligro, te quiero
- Agur Eire...Agur
- Métele caña
- Historias de un contenedor
- Torito bravo
- Birus
- Mephisto
- Muerte accidental de un anarquista
- La tienda de la esquina
- Hamlet
- La tempestad
- Un ligero malestar
- La última copa
- El día del padre

## Premios
- Premio Telón de Chivas de comedia por la obra de teatro El día del padre
- Premio Unión de Actores de Euskadi por la obra de teatro Mephisto
- Premio del I Concurso de Guiones de Largometraje Versión Española/ALMA por la película La máquina de pintar nubes.